# Franz Hildebrand
Franz Hildebrand, född 13 november 1842 i Köpenhamn, död där 1 april 1898, var en dansk violinist.
Hildebrand var lärjunge till Valdemar Tofte och väckte redan i ung ålder uppmärksamhet i sin födelsestad som en utpräglad violintalang. Han kom med Hans Christian Lumbyes orkester till Berlin, varifrån han 1868 engagerades till det kejserliga kapellet i Sankt Petersburg. I den ryska huvudstadens musikliv intog han framträdande ställning, bland annat som medstiftare av och ledande kraft i den blomstrande kammarmusikföreningen. År 1890 drog han sig av hälsoskäl tillbaka från det ryska hovkapellet.